# Автомобиль Янки Купалы

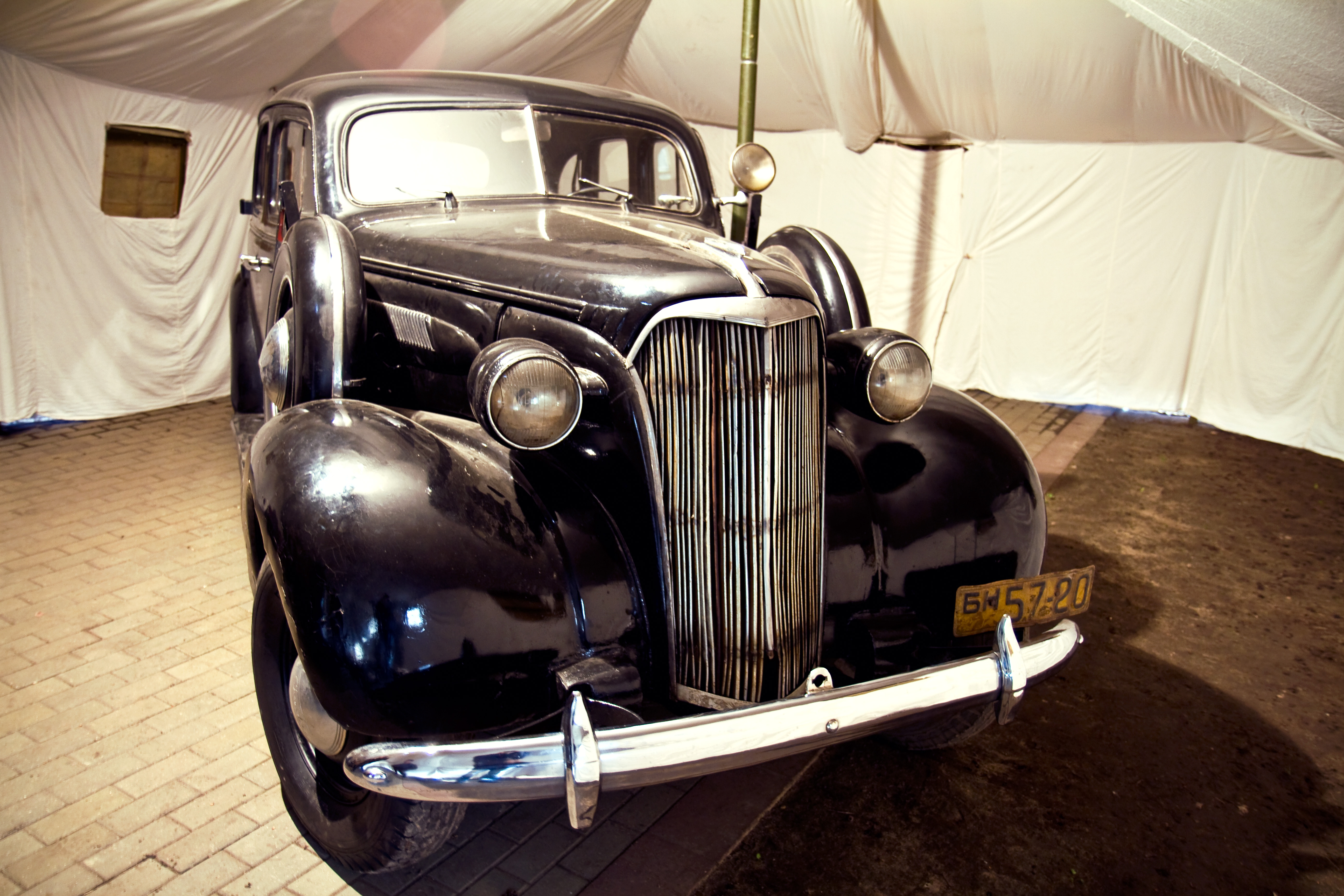
Автомобиль Chevrolet Master Deluxe GA 1937 года Янки Купалы

Автомобиль Янки Купалы — Chevrolet Master Deluxe GA 1937 года выпуска, принадлежавший поэту с 1939 по 1942 год. В 2009-2010 годах автомобиль был отреставрирован и в апреле 2010 года три дня экспонировался в Государственном литературном музее Янки Купалы в Минске, после чего был перевезен в филиал музея в деревне Левки, где сохраняется сейчас. На текущий момент стоимость автомобиля превышает 100 000 евро. 
Янко Купала очень любил свою машину и даже приезжал в Союз белорусских писателей с книгами об автомобилях, но из-за неизвестных причин сам никогда так и не сел за руль. 

## История

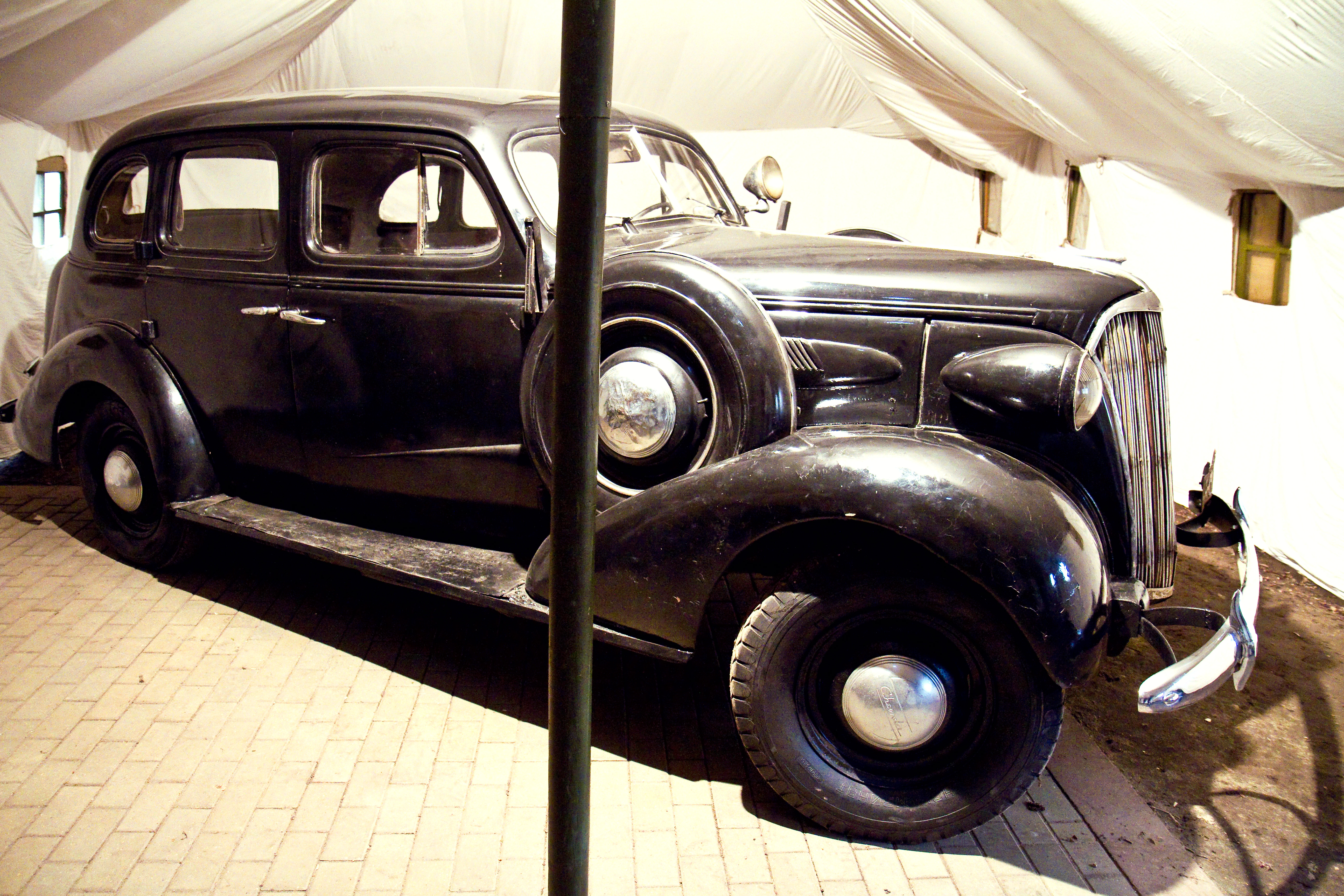
Chevrolet Master Deluxe GA

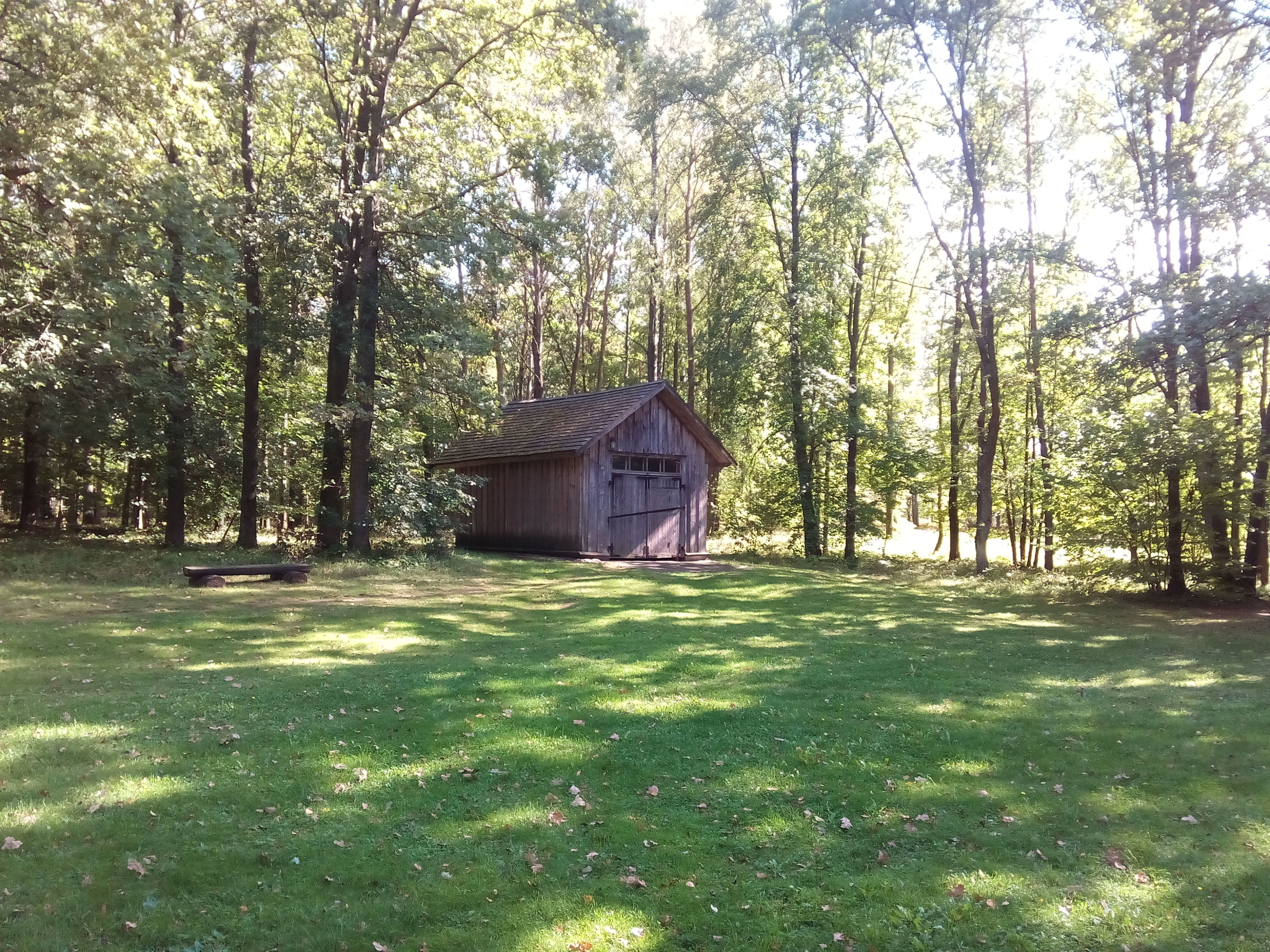
Гараж, где хранится машина Янки Купалы

Автомобиль Chevrolet GA Master DeLuxe был пожалован Янке Купале в собственное пользование в 1939 году лично первым секретарем ЦК КП(б)Б Пантелеймоном Пономаренко.  Несколько лет назад руководство БССР уже подарило Янку Купале еще один автомобиль — ГАЗ-М-1 советского производства, на смену которому в 1939 году пришел лимузин «Шевроле».
В июне 1941 года Янка Купала вместе с женой на «Шевроле» эвакуировался из Минска, откуда так и не вернулся. Сначала на машине ездили в Москву, потом в Казань, Чебоксары и Печищи в Татарстане
После смерти Янки Купалы в 1942 году машина стала собственностью вдовы поэта, Владиславы Францевны Луцевич.  С помощью ее усилий после окончания Великой Отечественной войны машина была возвращена сначала в Москву, а затем в Минск, а в 1950 году, как личная опись Янки Купалы, поступила в фонд Музей Янки Купалы. К 1955 году Chevrolet был на дорогах, а в 1957 году автомобиль был законсервирован и с тех пор является музейным экспонатом.  
До 1982 года автомобиль экспонировался в филиале музея Янки Купалы в Вязынке Молодечненского района, после чего был перемещен  в филиал музея Янки Купалы в Левках,  где экспонировался до 2009 года. 
В ноябре 2009 года министр культуры Беларуси Павел Латушко поручил восстановить машину. Шевроле перевезли в Минск, где отреставрировали с помощью компании «Минск-Лада», официального представителя Шевроле в Беларуси. Первоначально представитель Chevrolet предложил полностью восстановить автомобиль до состояния, чтобы он мог ездить, но сотрудники музея не согласились с этим предложением, ведь в таком случае автомобиль перестал бы быть оригинальным музейным экспонатом, потому Chevrolet претерпел только косметический ремонт. 
Отреставрированный автомобиль экспонировался в Минске с 16 по 18 апреля 2010 года возле здания Государственного литературного музея имени Янки Купалы , после чего был перевезен обратно в филиал музея в селе Левки, где и хранится в настоящее время. Автомобиль Янки Купалы является одним из важнейших экспонатов музея и привлекает большое количество туристов.

## Описание автомобиля

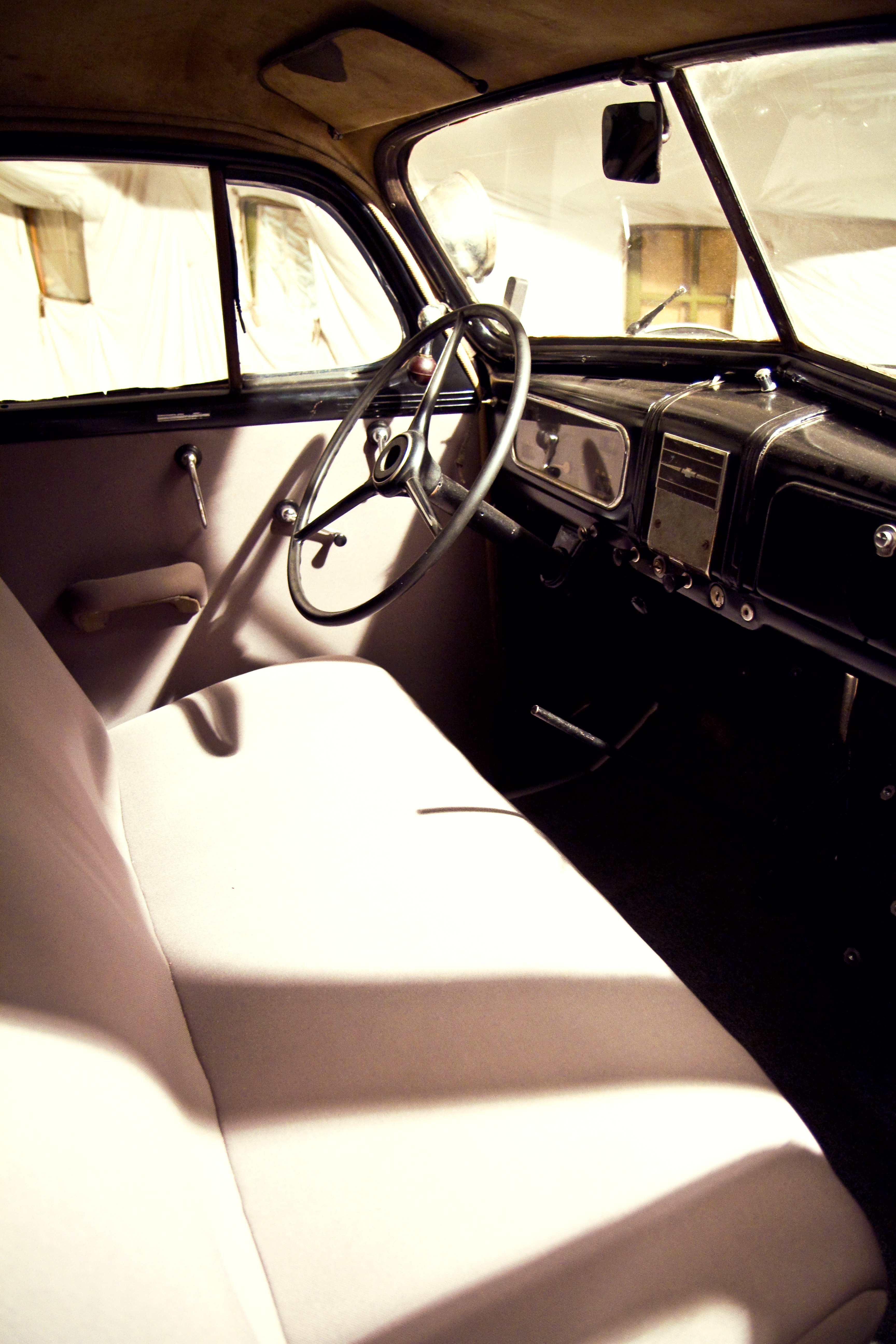
Интерьер салона

Автомобиль Chevrolet Master Deluxe GA выпускался американской компанией Chevrolet только в течение 1937 года и является достаточно редким вариантом модели Chevrolet GA. Выпускались несколько вариантов этой машины: двухместный купе, спортивное купе на четыре места, двухдверный седан на пять мест, четырехдверный седан на четыре места. Последних было выпущено 2221 единица. В целом в течение 1937 года были выпущены 519 024 единицы модели Chevrolet GA. 
Chevrolet GA Янки Купалы производился в Варшаве фирмой Lilpop, Rau & Loevenstein, которая выпускала автомобили по лицензии американской компании в 1937-1939 годах   .
Мощность двигателя Chevrolet Master Deluxe GA составляла 85 лошадиных сил, максимальная скорость — 110 км/ч, масса — 1270 кг, объем двигателя — 3,5 литра, расход топлива — 14 литров бензина на 100 км.  
Автомобиль имеет регистрационный номер СССР 1946 года БН 57-20.